# Национальный медицинский исследовательский центр хирургии имени А. В. Вишневского
Федеральное государственное бюджетное учреждение «Национальный медицинский исследовательский центр хирургии имени А. В. Вишневского» Министерства здравоохранения Российской Федерации — научно-исследовательский медицинский центр, многопрофильное хирургическое учреждение в системе Министерства здравоохранения Российской Федерации.

## История
Центр начал свою работу на территории бывшего Солодовнического богадельного дома в ноябре 1945 года в качестве института и стал одним из первых научно-исследовательских медицинских центров и многопрофильных хирургических учреждений в системе Академии медицинских наук СССР.
До 1947 года Институт возглавляли хирурги: Михаил Никифорович Ахутин, Сергей Сергеевич Юдин и Борис Васильевич Петровский. В 1947 году институт возглавил профессор Александр Васильевич Вишневский. После его смерти в 1948 году Институту было присвоено его имя, а Институт возглавил его сын, академик АМН СССР, профессор Александр Александрович Вишневский.
С 1976 по 1988 год Институтом руководил академик РАМН, профессор Михаил Ильич Кузин.
С 1988 по 2010 год Институт возглавлял Владимир Дмитриевич Фёдоров. C 2011 года Институт возглавлял академик РАМН профессор Валерий Алексеевич Кубышкин.
С 2015 года — Амиран Шотаевич Ревишвили.
13 февраля 2018 года Институт стал именоваться национальным медицинским исследовательским центром.
10 октября 2018 года в информагентстве «Росбалт» состоялась пресс-конференция, посвящённая т. н. оптимизации института, приводящей к ухудшению объёма и качества оказываемой медицинской помощи, оттоку квалифицированных кадров, ухудшению условий труда специалистов. Действия руководства института, вызвавшие возмущение сотрудников, плохо согласуются с обещаниями первого.
В 2019 году состоялся судебный процесс по иску Национального медицинского исследовательского центра хирургии им. А. В. Вишневского к бывшей сотруднице института О. Андрейцевой, выступившей с критикой руководства, и к СМИ, освещавшим эту историю — Lenta.Ru и Алла Астахова.Ru. В результате судебного разбирательства Центру было отказано в удовлетворении иска.
6 сентября 2024 года коллектив Национального медицинского исследовательского центра хирургии имени А. В. Вишневского награждён орденом Пирогова за заслуги в области здравоохранения и многолетнюю добросовестную работу.

## Деятельность

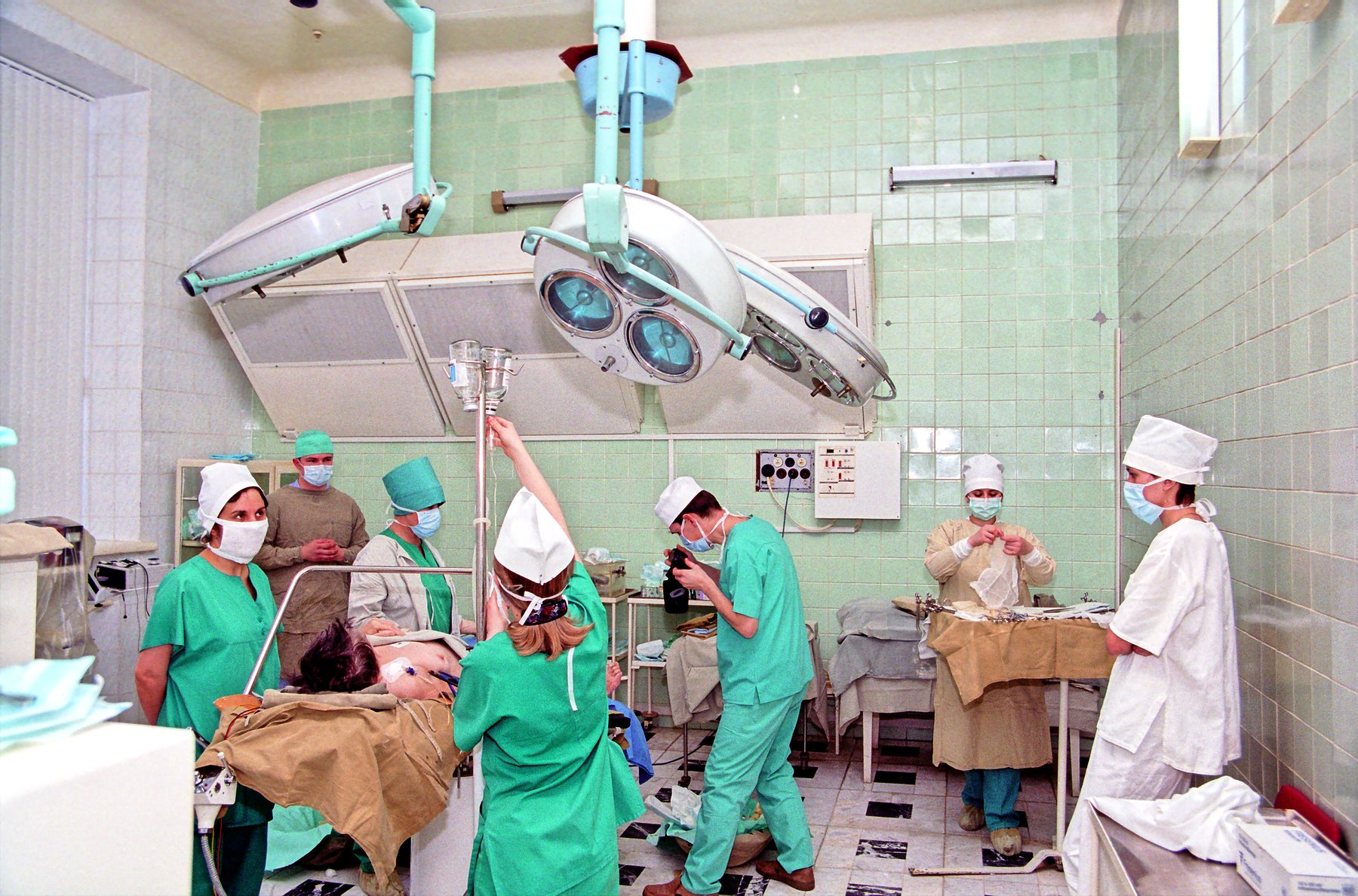
Операция в Институте хирургии имени А. В. Вишневского, 2002 год

На 1980 год Институт хирургии им. А. В. Вишневского был одним из основных хирургических НИИ в СССР.
Специализируется по направлениям: хирургия органов брюшной полости, сосудистая хирургия, кардиохирургия, грудная хирургия, гнойная хирургия, лечение термических поражений, челюстно-лицевая хирургия. За 2017 год в институте выполнено около 8000 операций. Направления научной деятельности института включают разработку и обоснование новых вариантов хирургических вмешательств с использованием малотравматичных технологий и совершенствование методов анестезиологического и реанимационного обеспечения операционного процесса.